# Маклин, Джон (политик)

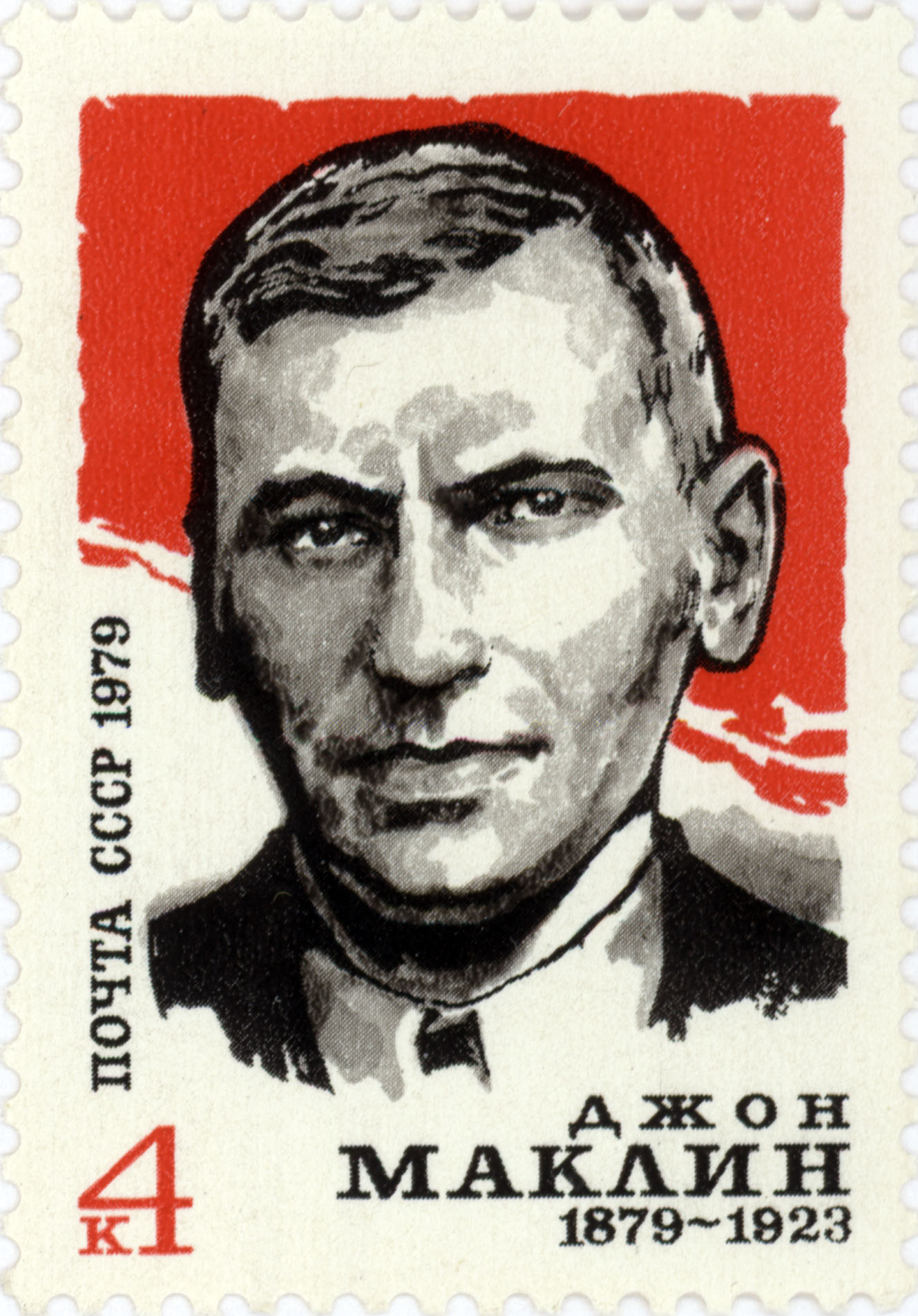
Почтовая марка СССР, 1979 год

Джон Маклин, точнее Маклэйн (скотс John Maclean; 24 августа 1879 — 30 ноября 1923) — шотландский учитель и революционер (марксист, синдикалист и сторонник независимости Шотландии), одна из ключевых фигур так называемой эпохи «Красного Клайсайда», представитель Советской России в Шотландии.

## Биография
Во время Первой мировой войны Маклин занял интернационалистскую позицию, организовал ряд крупных антивоенных стачек и демонстраций, за что не раз арестовывался и был уволен из школы, где работал.
В 1916 году получил три года тюрьмы, откуда его выпустили лишь после массовых демонстраций 1917 года. 15 апреля 1918 года снова был арестован — на этот раз за «большевистский мятеж». Его приговорили к 5 годам каторжных работ, но в конце 1918 года, под давлением мощной кампании за его освобождение, снова отпустили.
До самой своей смерти 30 ноября 1923 года Джон Маклин боролся за Красную Шотландию, за создание в стране горцев независимой социалистической республики. На его похороны в Глазго пришли несколько тысяч человек.

## Память
- В Ленинграде был проспект Маклина[1] (нынешнее название — Английский проспект).
- В Кирове есть улица Маклина.
- В Малоярославце (Калужская область) есть микрорайон «Маклино» и деревня с одноимённым названием.